# 新克里沃魯德卡
49°52′58″N 26°38′33″E / 49.88278°N 26.64250°E
新克里沃魯德卡（烏克蘭語：Нова Криворудка）是位於烏克蘭西部的村莊，由赫梅利尼茨基州裡赫梅利尼茨基區的安東尼尼市鎮負責管轄。該村面積0.57平方公里，海拔高度294米，2001年人口110，人口密度每平方公里194人。